# Thomas Manning (prêtre)
Pour les articles homonymes, voir Manning.
Thomas Manning (mort vers 1469) est archidiacre de Totnes (en) en 1453 puis doyen de Windsor de 1455 à 1461.

## Carrière
Thomas Manning commence sa carrière en tant que vicaire de plusieurs paroisses dans l'Essex, tout d'abord à West Thurrock, puis Gingrave et enfin West Horndon. Il acquiert la prébende de Nassington au sein de la paroisse dépendant de la cathédrale de Lincoln en 1451, charge qu'il conserve jusqu'en 1463. Il cumulera entre 1459 et 1462 cette charge avec deux autres prébendes : celle de Colwall dépendant de la cathédrale d'Hereford, puis d'Holborn, dépendant de la cathédrale de St. Paul's. Thomas Manning gravit les échelons de la hiérarchie ecclésiastique en étant nommé en 1453 archidiacre de Totnes, puis trésorier de la cathédrale de Salisbury de 1454 à 1462, avant d'occuper la fonction de doyen de Windsor de 1455 à 1461.
À la suite de la bataille de Towton en 1461 qui voit la défaite des Lancastriens, Manning perd son poste de doyen de Windsor.
En juillet 1466, alors qu'il dîne avec le roi Henri VI à Myrton près de Clitheroe, il est trahi et capturé par les Yorkistes.